# Veyre-Monton

Veyre-Monton este o comună în departamentul Puy-de-Dôme, Franța. În 1 ianuarie 2022 avea o populație de 3.698 de locuitori.